# Duomo di Erfurt
La cattedrale della Beata Vergine Maria (in tedesco Marienkirche) è la cattedrale e chiesa principale della città di Erfurt in Germania. Conosciuta anche come Propsteikirche Beatae Mariae Virginis, Priorale di Santa Maria, fu sede episcopale per un piccolo periodo nella metà dell'VIII secolo, divenendo in seguito sede del Capitolo di Santa Maria. Nel 1994 venne rinominata cattedrale della ricostituita Diocesi di Erfurt.
Sorge alla sommità del Domberg, la "Collina del Duomo", accanto alla Severikirche. Rappresenta uno dei più alti esempi dell'Architettura gotica in Germania.

## Storia

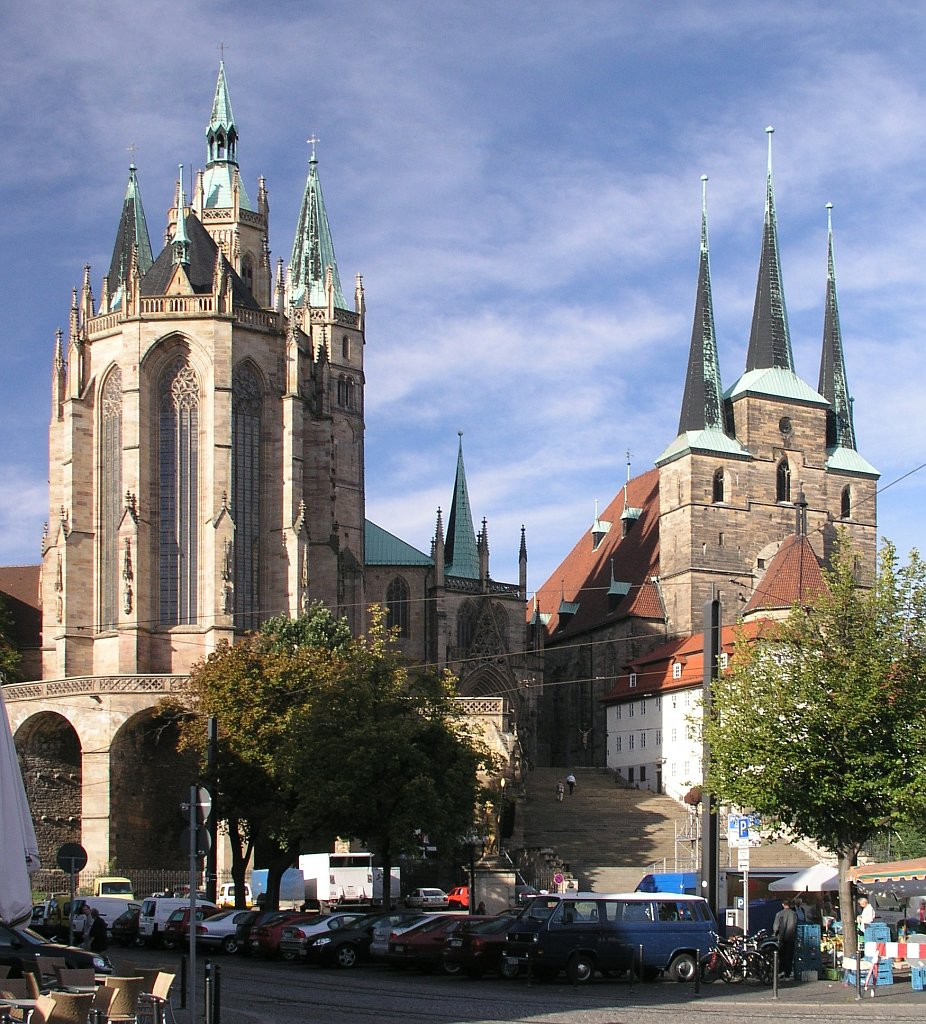
Veduta esterna

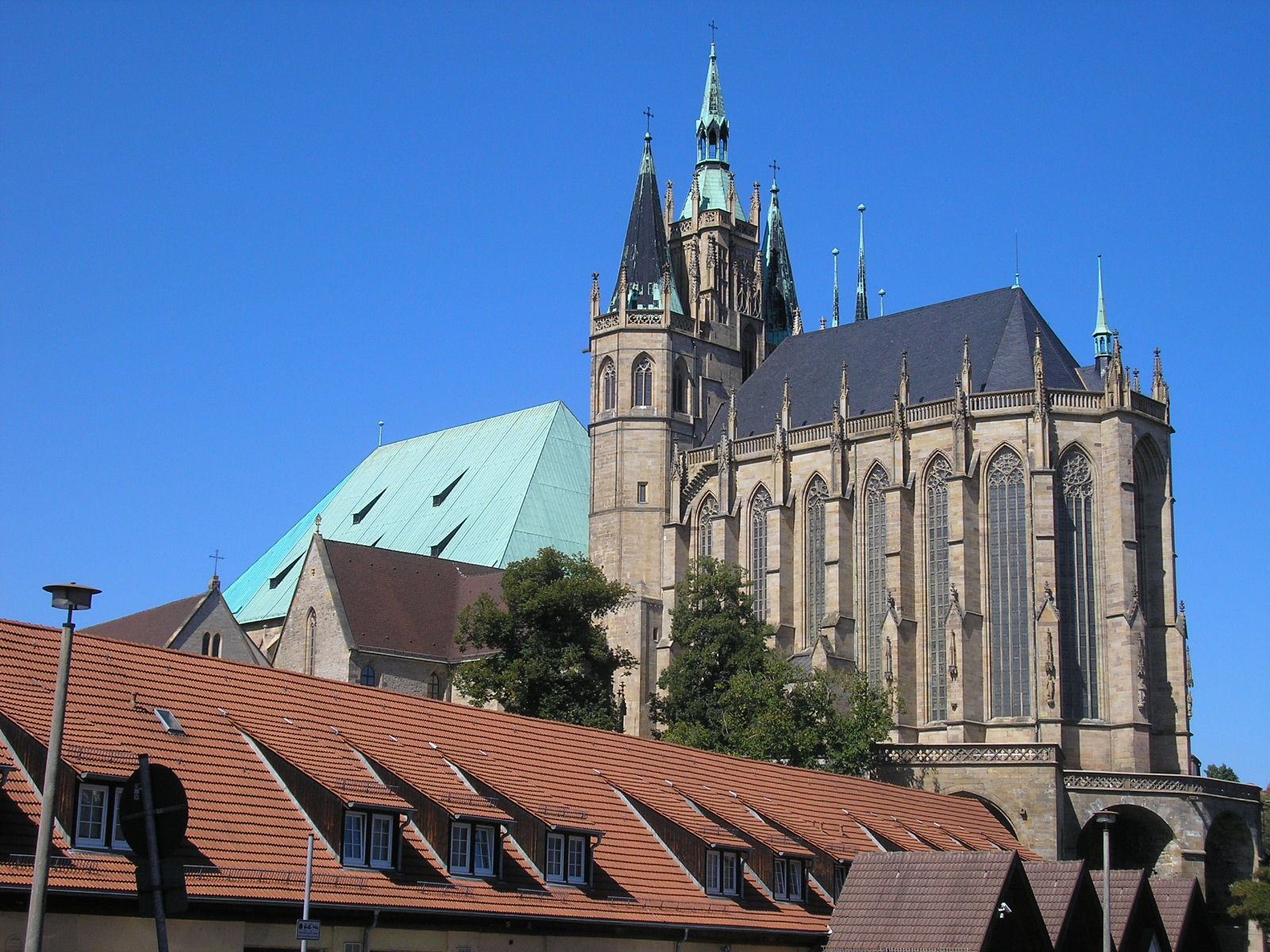
Esterno del coro

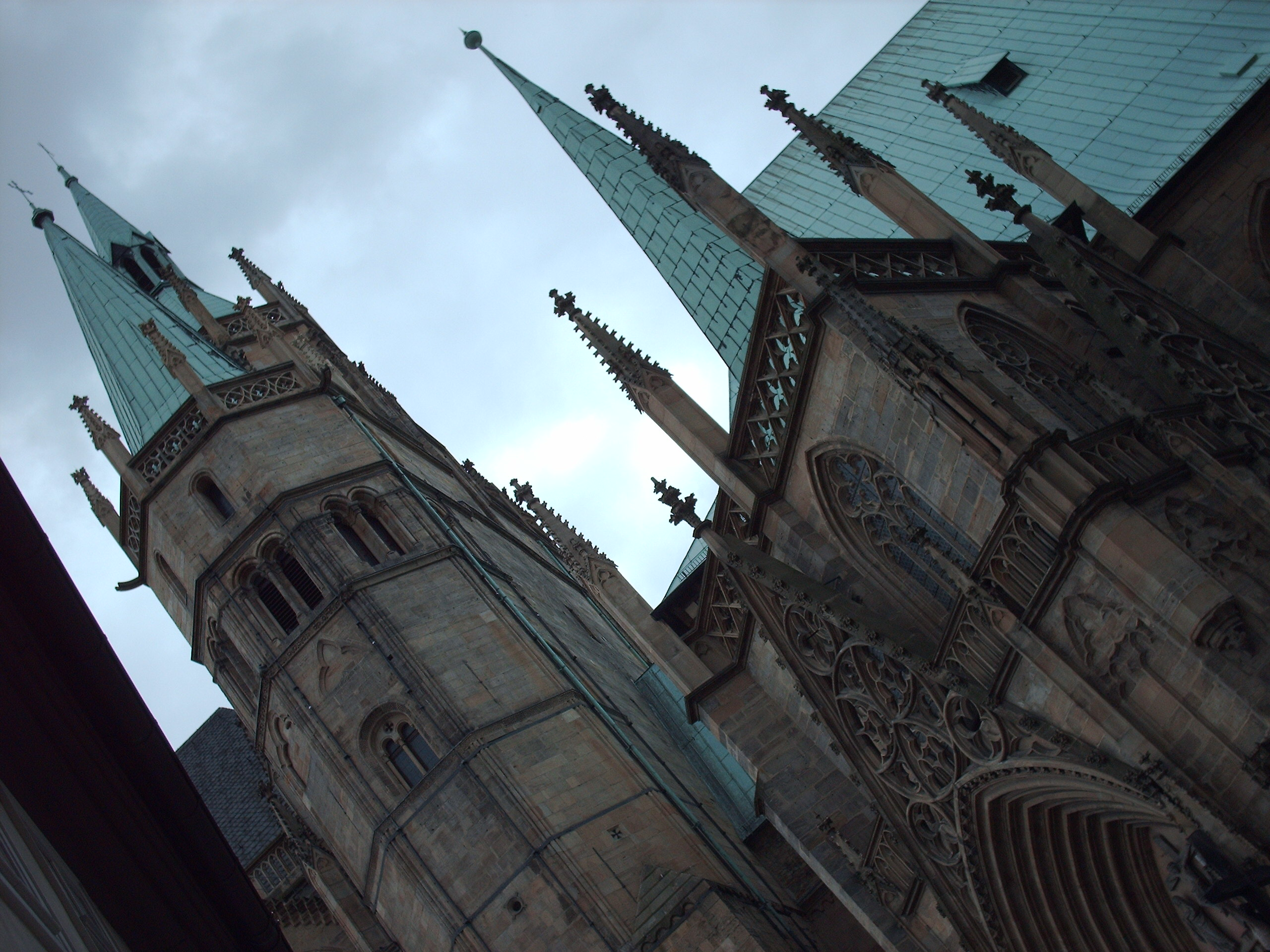
Le guglie gotiche

### Le costruzioni precedenti
La prima costruzione religiosa eretta a Erfurt sembra essere una chiesa costruita dal 752 per volere di San Bonifacio, senza sapere il luogo e le forme precisi. Tuttavia un'indagine archeologica condotta nel 1991 in occasione dell'installazione dell'organo in controfacciata, ha scoperto a tre metri di profondità un'abside occidentale in semplici laterizi risalente al XII secolo. La prima attestazione scritta risale al 1117. Un documento del 1153 attesta il crollo della chiesa principale di Erfurt, la major ecclesia, e nel 1154 fu iniziata la costruzione sul Domberg, la Collina del Duomo, di una basilica tardo-romanica. Quindi bisognerebbe ritenere che la chiesa di San Bonifacio abbia tenuto diversi secoli fino a crollare nel 1153. La costruzione avanza rapidamente, grazie alle donazioni dei fedeli ricevute in venerazione delle reliquie dei santi Adelario ed Eobano, seguaci di San Bonifacio, contenuti nelle statue esposte già dal 1154. Dal 1170 la chiesa fu già praticabile, come testimonia la consacrazione a cavaliere di Ludovico III di Turingia, figlio del langravio di Turingia Ludovico II il Ferrato, avvenuta in questo luogo da parte dell'imperatore Federico Barbarossa.
Il 20 giugno 1182 l'edificio viene consacrato. Di questa chiesa basilicale romanica dalla pianta già a croce si sono conservate le parti inferiori dei campanili, i due primi piani quadrangolari, le pozioni occidentali del deambulatorio e del coro, e qualche parte del transetto. I piani ottagonali, infatti, vennero aggiunti tra la fine del XII e l'inizio del XIII secolo. Il campanile sud venne completato nel 1201, quello nord nel 1237, anche se entrambi furono rifatti nel XV secolo.

### La ricostruzione gotica
Per esigenze di spazio, a partire dal 1280 si procedette all'elevazione di un nuovo coro, più vasto, terminante con un'abside poligonale, già consacrato nel 1290. Contemporaneamente si provvide a costruire anche il campanile centrale, terminato entro il 1307. Ospiterà la celebre Gloriosa enorme campana fusa più volte a partire dal 1251 fino all'ultima avvenuta nel 1497, che alta 2 metri e mezzo e del peso di 11,4 tonnellate, è la più grande campana medievale d'Europa. Tuttavia lo spazio edificato sarà ancora insufficiente tanto che già nel XIV secolo si intraprese la costruzione di un nuovo coro, molto più ampio, e si approfitto per ampliare anche il resto dell'edificio. Nel 1349 le murature erano già alzate, si chiuse il coro con un'abside semicircolare e venne consacrato nel 1372 dal vescovo ausiliare di Costanza Friedrich Rudolf von Stollberg. Dallo stesso anno si procedette già alla realizzazione del prezioso ciclo di vetrate gotiche del coro, terminate nel 1420, che costituiscono oggi uno degli esempi meglio conservati di Germania; pari al mobilio, i cui stalli furono eseguiti a partire dal 1329. Il nuovo coro appare poggiato su delle imponenti sotto-strutture costruite a partire dal 1329 per permettere una più ampia superficie costruttiva sul crinale della collinetta. Queste sotto-strutture, furono adibite a chiesa inferiore, dal tedesco Unterkirche, una sorta di cripta, che fu consacrata nel 1353. Circondata da case private durante i secoli, venne liberata nel XIX secolo.

### Gli ampliamenti Tardo gotici
Nel 1452 si diffuse la notizia che la navata romanica del duomo minacciava di crollare. Anche in seguito al completamente delle nuove navate della vicina chiesa di San Severo, e della necessità crescente di spazio per i fedeli, fu presto decisa la ricostruzione del piedicroce. Nel 1455 le navate romaniche erano definitivamente smantellate e si provvide alla loro ricostruzione secondo lo stile del momento, il Tardo gotico, che prevedeva l'elevazione di una chiesa a sala. I lavori vennero completati prima del 1465, data in cui si testimonia una solenne processione che utilizza il portale occidentale. Le volte stellari che coprono la nuova struttura sono riconducibili all'ultimo terzo del XV secolo.

## Descrizione

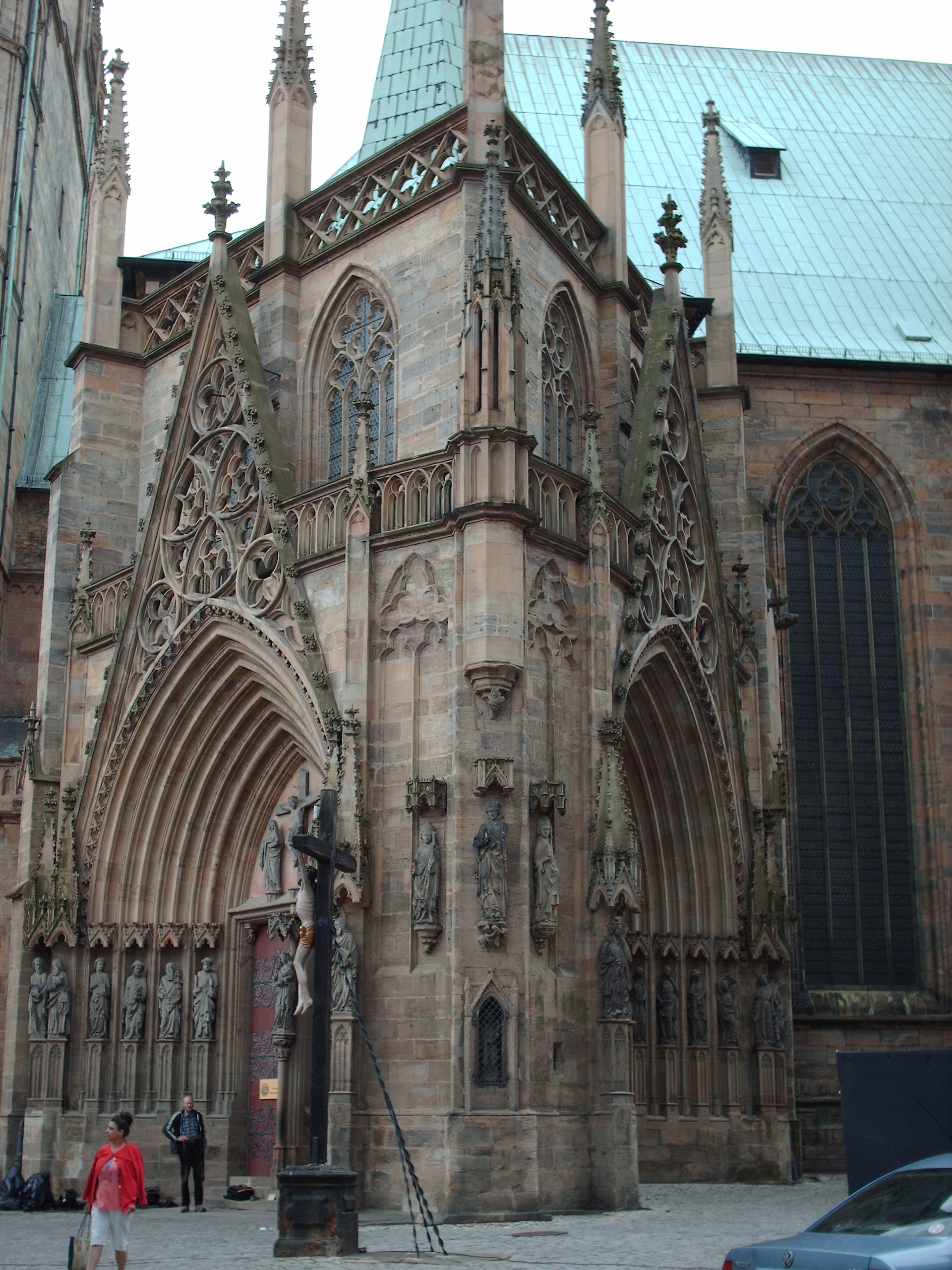
Il Triangel, portale del Duomo (1330)

### Architettura

#### Il portale del Duomo
In concomitanza con la costruzione delle sotto-strutture della chiesa, attorno al 1330 si inizia la realizzazione dell'entrata principale del Duomo, addossata al braccio nord del transetto, dal quale si protende in avanti quasi a formare un portico triangolare a due facce dove si aprono due portali opposti; da cui il nome di Triangel. Questa soluzione è del tutto anomala e unica, infatti la particolare conformazione dello spazio del Domberg, sul quale sorge la chiesa, e la disposizione stessa dell'edificio lungo l'asse solare est-ovest, non permetteva la messa in valore necessaria alla facciata del duomo. Si studiò questa soluzione in modo che l'entrata alla cattedrale si trovasse in posizione centrale e dominante rispetto alla via d'accesso primaria alla chiesa, la scalinata che sale dalla vastissima Piazza del Duomo sottostante e che si apre verso la città medievale. I due portali sono ricchi di sculture, in quello verso la scalinata le statue rappresentano la Vergine, i dodici Apostoli e una Crocifissione nel timpano; in quello verso la facciata vi è rappresentata la parabola delle dieci Vergini sagge e Vergini stolte e il Trono Divino nel timpano.

### Interno

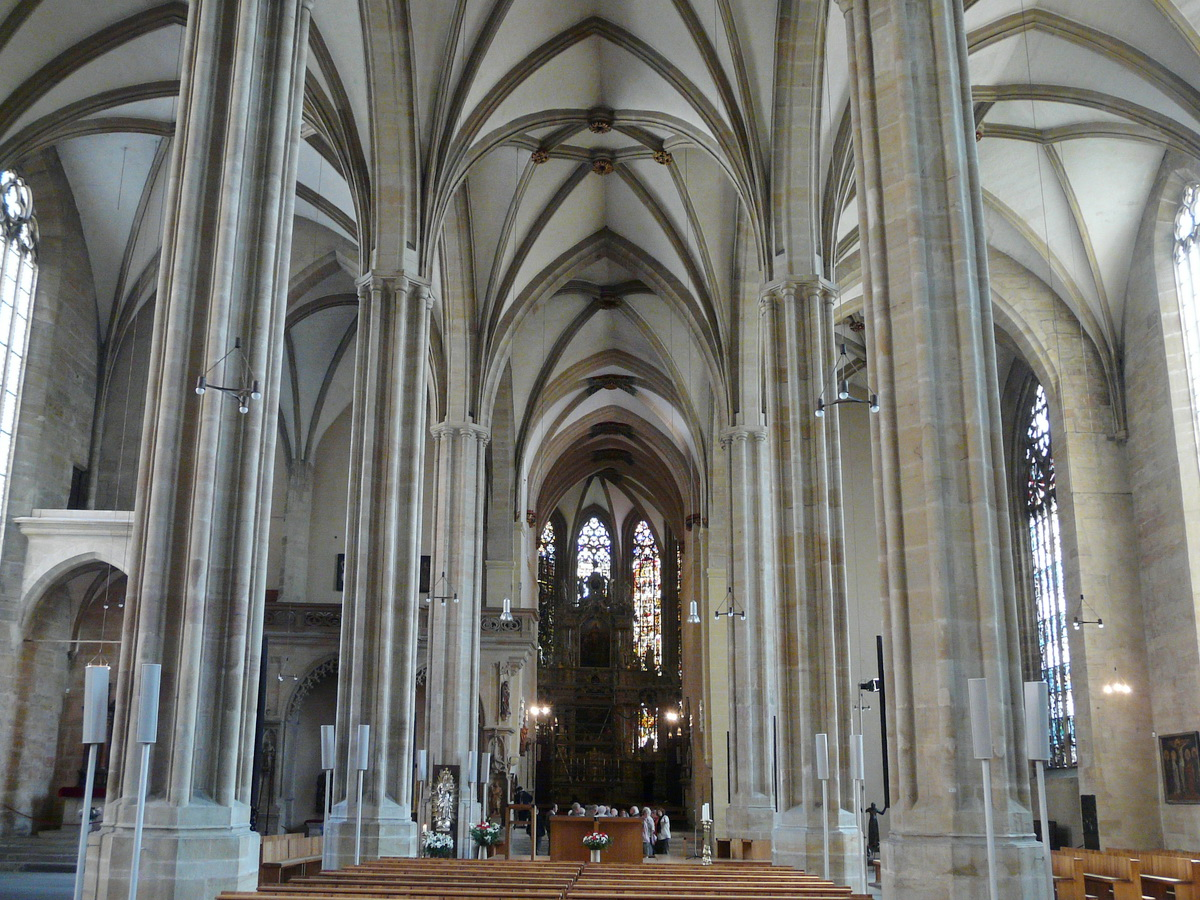
L'interno

L'interno risulta assai composito, risultato dell'addizione del corpo delle navate, Tardo gotiche e dall'impianto "a sala" con il coro, grandioso, gotico. Quest'ultimo si presenta alto e aperto da grandi, slanciati finestroni dotati di magnifiche vetrate medievali, arricchito di preziosi stalli gotici e incentrato sull'altar maggiore barocco.

#### Le Vetrate del coro

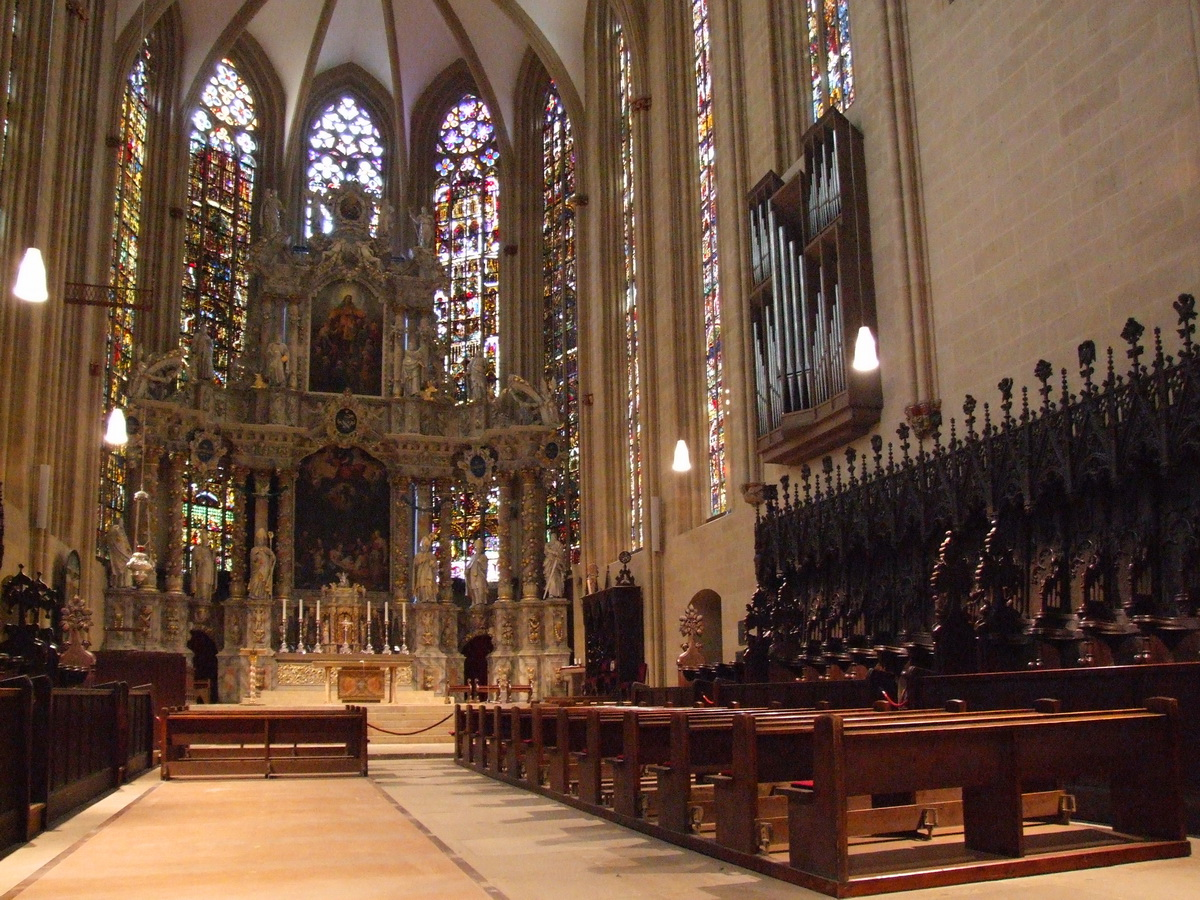
Il presbiterio

Le polifore gotiche, alte e strette aperte fra i serrati contrafforti del coro, hanno un'altezza di de 18,6 metri e una larghezza fino a 2,60 metri; si presentano divise in quattro compartimenti verticali d'ugual larghezza. Custodiscono preziose vetrate realizzate fra il 1370 e il 1420 circa che compongono il più vasto ciclo di vetrate in Germania. Tredici delle quindici vetrate sono conservate quasi integralmente nel loro stato originale. Ben 895 dei 1100 tasselli di vetro risalgono al Medioevo, fanno eccezione la polifora orientale, rappresentante Scene della vita di Maria, conservata solo in maniera frammentaria, qualche restauro effettuato fra il 1897 e il 1911, e le due vetrate occidentali del fianco sud, creazioni "neogotiche" dell'artista tedesco di origini francesi Charles Crodel (1894-1973).
A destra della polifora centrale sono raffigurate la Creazione e la Preistoria fino alla Torre di Babele, tratti dalla Genesi, a sinistra la Passione di Cristo e la Resurrezione. Le finestre del fianco sud rappresentano la Storia dei Patriarchi: Abramo, Giacobbe, e di Isacco, e l'ultima finestra un gruppo di Vergini, detta "Tiefgrubenfenster", dal nome del committente Tiefgruben, rappresentato genuflesso. Le vetrate sul fianco nord raffigurano gli Apostoli e loro martiri, le Leggende dei Santi, Caterina, Eustachio, Bonifacio ed Elena.
Tutte le vetrate vennero realizzate l'una in seguito l'altra dopo la fine della costruzione del coro. Possono essere suddivise in tre gruppi a seconda del ciclo di realizzazione: le otto più antiche appartengono al gruppo detto delle "piccole figure" (vetrate dei Santi, degli Apostoli, della Passione, del lato nord; Genesi, Patriarchi, su quello sud). Caratterizzate a figure tozze con grandi teste e mani che riempiono interamente i tasselli delle polifore. Caratterizzate da un'influenza boemo-tedesco meridionale risalgono al 1370-80. Il secondo gruppo, delle "figure isolate", comprende le finestre dedicate agli Apostoli del lato nord dell'abside poligonale e la finestra centrale dedicata a Maria, quest'ultima con parte inferiore mancante andata persa durante l'installazione dell'altar maggiore barocco. Questo gruppo è caratterizzato dalla rappresentazione dei Santi disposti ognuno in un solo scacco di vetro, dagli abiti fluttuanti e dalla corporature un po' più elaborata con tratti più marcati. Realizzate fra il 1390 e il 1400. Dell'ultimo gruppo, delle "grandi figure", fanno parte la polifora di San Bonifacio, quella di Sant'Elena e la Tiefengrubenfenster, le meno antiche. Come attestato su una carta del 1403 quest'ultima finestra risale a questa data. Tuttavia le prime due finestre risultano ancora più tarde, probabilmente rifatte dopo l'incendio del 1416, ma sicuramente terminate entro il 1420. Si sente in questo gruppo la chiara influenza del Weicher Stil, lo "stile Morbido" giunto a Erfurt dalla Boemia.

#### Gli Stalli del coro

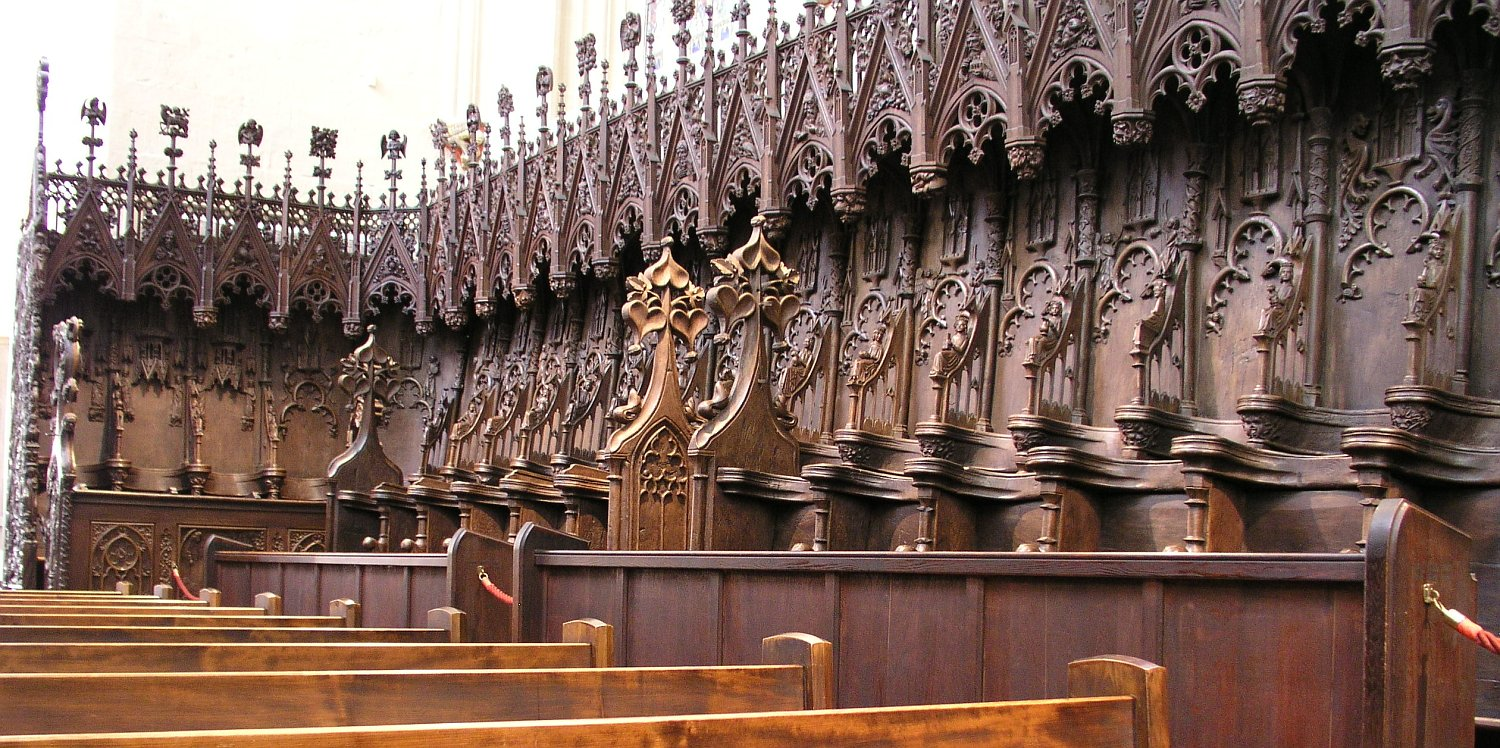
Gli stalli gotici del coro

Nel coro, oltre alle vetrate, è conservato lo splendido coro ligneo dei monaci composto da ben 89 stalli disposti su due fronti (est e ovest, più vicino all'altare o più vicino al piedicroce) e su due livelli. Misura una lunghezza di 17,5 metri e rappresentano il complesso medievale più vasto e meglio conservato della Germania. Furono intagliati a partire dal 1329 in legno di rovere e montati in loco poco dopo. Nel 1829-30 e nel 1900 vennero accuratamente restaurati e completati con delle figure scolpite probabilmente andate perse nel orso dei secoli.
Il tema della sontuosa decorazione è l'Antico Testamento in opposizione al Nuovo Testamento. Il fronte est, più vicino all'altar maggiore, ha un'ornamentazione assai ricca, la parte di destra, meridionale, mostra un vitigno che si sviluppandosi da una testa di Cristo fra due pesci, forma due tralci voluttuosi portanti scene di coltura della vigna e vendemmia. Più in alto è la statua della Madonna col Bambino e la Cacciata di Adamo ed Eva; La vigna simboleggia Cristo, e il vino il suo sangue. Queste scene composte come un'allegoria vanno a mostrare la remissione del peccato originale dal sacrificio di Cristo. La parte di sinistra, settentrionale, rappresenta la vittoria del Cristianesimo sul Giudaismo, nella lotta fra Chiesa e Sinagoga. Un cavaliere radiante affronta un ebreo su un maiale Judensau, probabilmente in relazione col Pogrom del 1349/50. I quattro angeli musicanti che sormontano la scena e l'effigie di Re David munito di arpa accompagnato da tre musici, celebrano chiaramente la vittoria della Chiesa cristiana.
Il fronte occidentale, più vicino al piedicroce, è incentrato nella parte sud sulla rappresentazione di San Cristoforo da giovane, e su quella nord un Giuda Iscariota nell'atto di impiccarsi schernito da un diavoletto beffardo che appare fra i rami degli alberi. Una grande differenza di qualità e finezza artigiana si nota fra i fronti orientali e occidentali atta a rimarcare la differenza di casta dei clericali.

#### L'altar maggiore

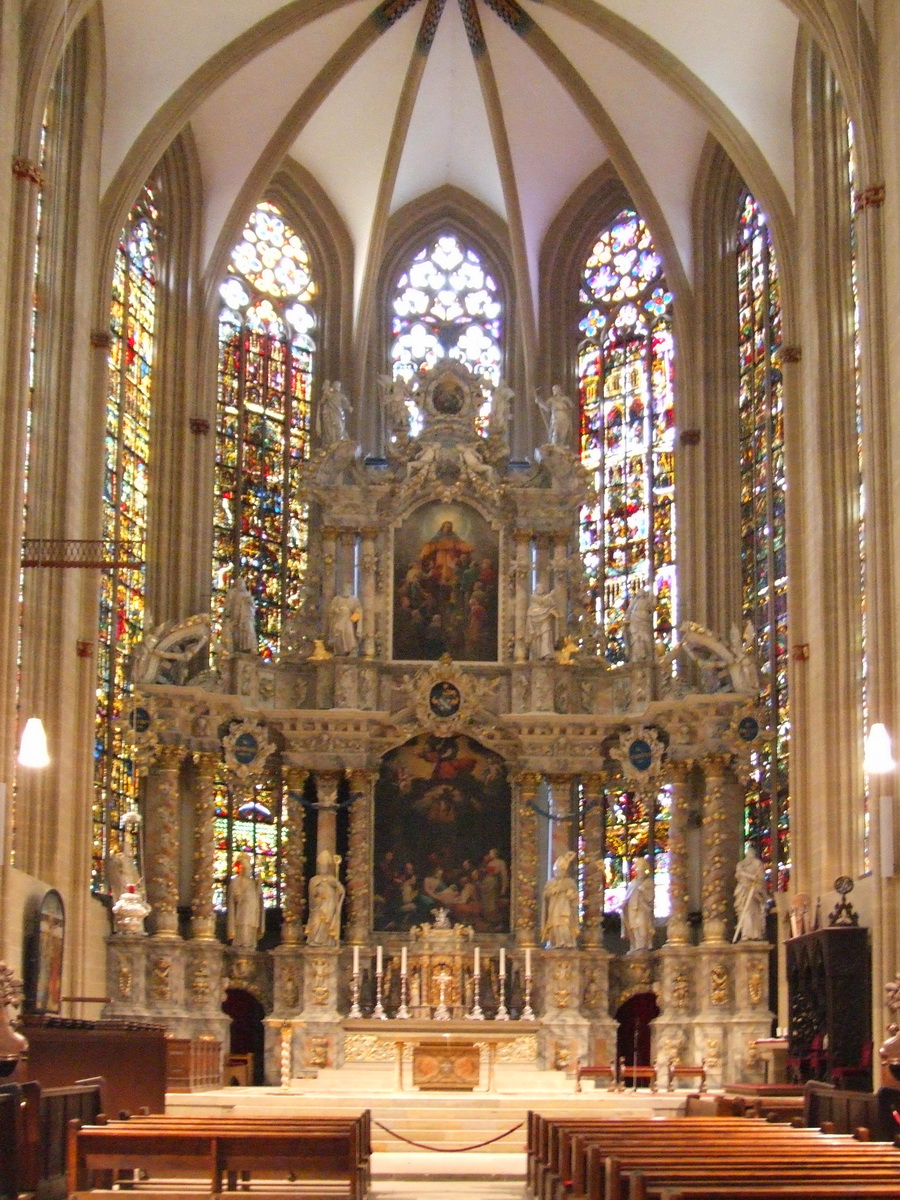
L'altar maggiore barocco

È una sublime opera barocca realizzata fra il 1697 (come indica anche la data sul tabernacolo) e il 1707 nell'ambito della Controriforma in Germania, segno della supremazia dell'Arcivescovo di Magonza sulla città. All'inizio del XXI secolo venne accuratamente restaurato.
L'altare, di 16,5 metri d'altezza e 13 di larghezza, sostituì un magnifico trittico gotico. Si presenta come un grande schermo marmoreo a due livelli, concavo a seguire la disposizione poligonale dell'abside. Nel livello inferiore, più ampio, esili colonne tortili binate, dove tralci di vite dorati si avvinghiano, dividono lo spazio in tre parti; le due laterali sono aperte a lasciar vedere le retrostanti vetrate gotiche. Fra le colonne sono le statue di San Pietro, all'estremità sinistra; di San Paolo, estremità destra; poi quelle di San Bonifacio nell'apertura di sinistra; e di San Martino (patrono della Diocesi di Magonza), nell'apertura di destra; seguono, in posizione centrale, le statue dei vescovi Adelario ed Eobano. Sul ricco basamento plastico del primo piano si impostano le statue dei quattro Evangelisti. Da qui, solo la parte centrale è rialzata da un secondo piano, coronata a sua volta da un frontone frastagliato incentrato su un ovale. In cima alle colonne che sostengono il frontone si ergono le statue di San Giuseppe e San Giovanni Battista; mentre il medaglione è affiancato dalle effigi degli arcangeli Michele e Raffaele.
Ambedue i piani, nella loro parte centrale, ospitano altrettante pale d'altare, vero fulcro dell'altar maggiore. Il pannello inferiore mostra l'Adorazione dei Magi, opera del pittore Jakob Samuel Beck che s'ispirò a quella di Rubens. A Beck si deve anche la pala della Trinità che in origine ornava la parte superiore, oggi vi è un'immagine baroccheggiante del 1950 della Madonna della Misericordia. Infine l'ovale in alto presenta un'Annunciazione.

#### Opere d'arte
- Madonna in Trono romanica del 1160
- Wolfram, statua candelabro romanica del 1160
- Rilievo dell'Incoronazione della Vergine, eseguito nel 1521 da Peter Vischer il Vecchio.
- Fonte Battesimale, grande opera rinascimentale con slanciatissimo baldacchino a guglia, eseguita da H. Fridemann il Vecchio nel 1587.
- Trittico dell'Annunciazione come caccia all'Unicorno, 1420
- Sacro Sepolcro, sarcofago ligneo dipinto con scultura di Cristo giacente, XVI secolo
- Scene della Vita della Vergine, splendida serie di otto tavole convesse da pilastro, XVI secolo

#### Organi a canne
Il 14 agosto 1707 avvenne la prima assoluta di Gottes Zeit ist die allerbeste Zeit di Johann Sebastian Bach.
Sulla gotica cantoria in controfacciata, si trova l'organo a canne Alexander Schuke opus 583. Costruito nel 1992, è a trasmissione mista, meccanica per i manuali e il pedale, elettrica per i registri, ed utilizza alcuni registri dell'organo precedente, costruito nel 1906 dalla ditta organaria Klais Orgelbau e distrutto negli anni 1950. Lo strumento ha tre tastiere di 58 note ciascuna ed una pedaliera di 32.
Sulla parete destra del coro, si trova l'organo a canne Alexander Schuke opus 336. A trasmissione elettrica, ha 29 registri; la sua consolle dispone di due tastiere di 58 note ed una pedaliera di 30.
Nella cattedrale vi è inoltre un organo positivo a 5 registri, realizzato nel 1996 da Bernhard Kutter.

## Galleria d'immagini

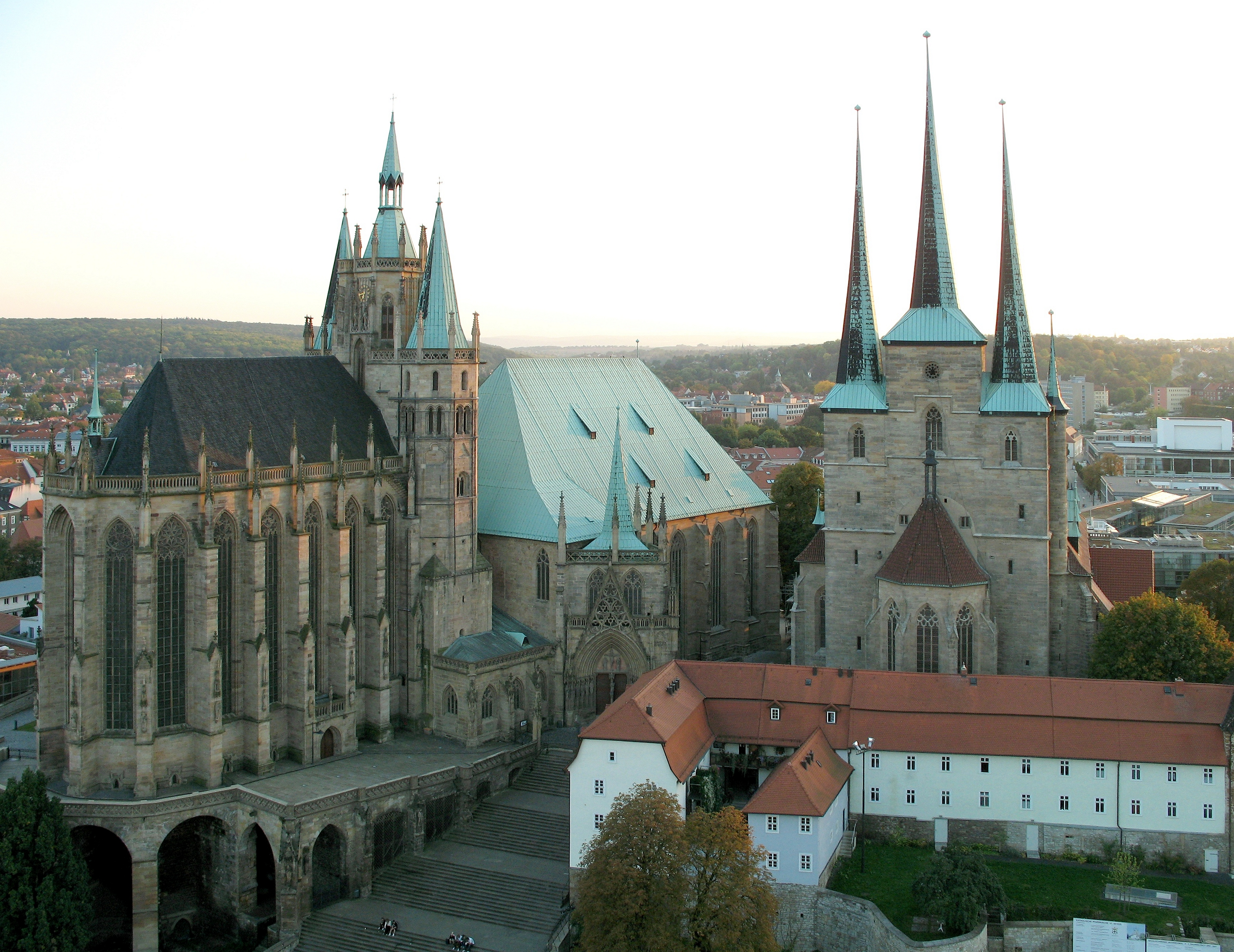
vista sulla collina del Domberg col Duomo e la Severikirche
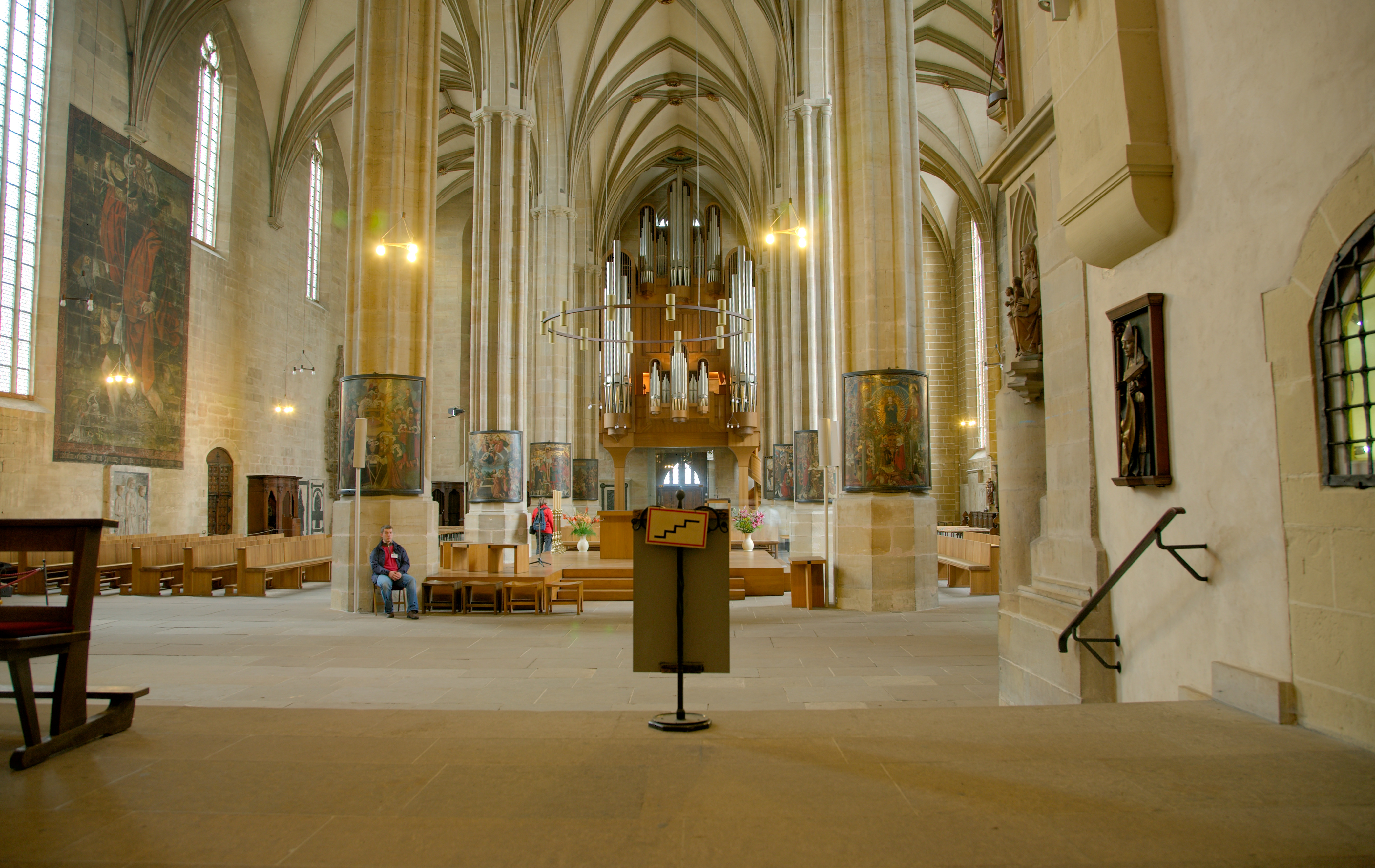
interno
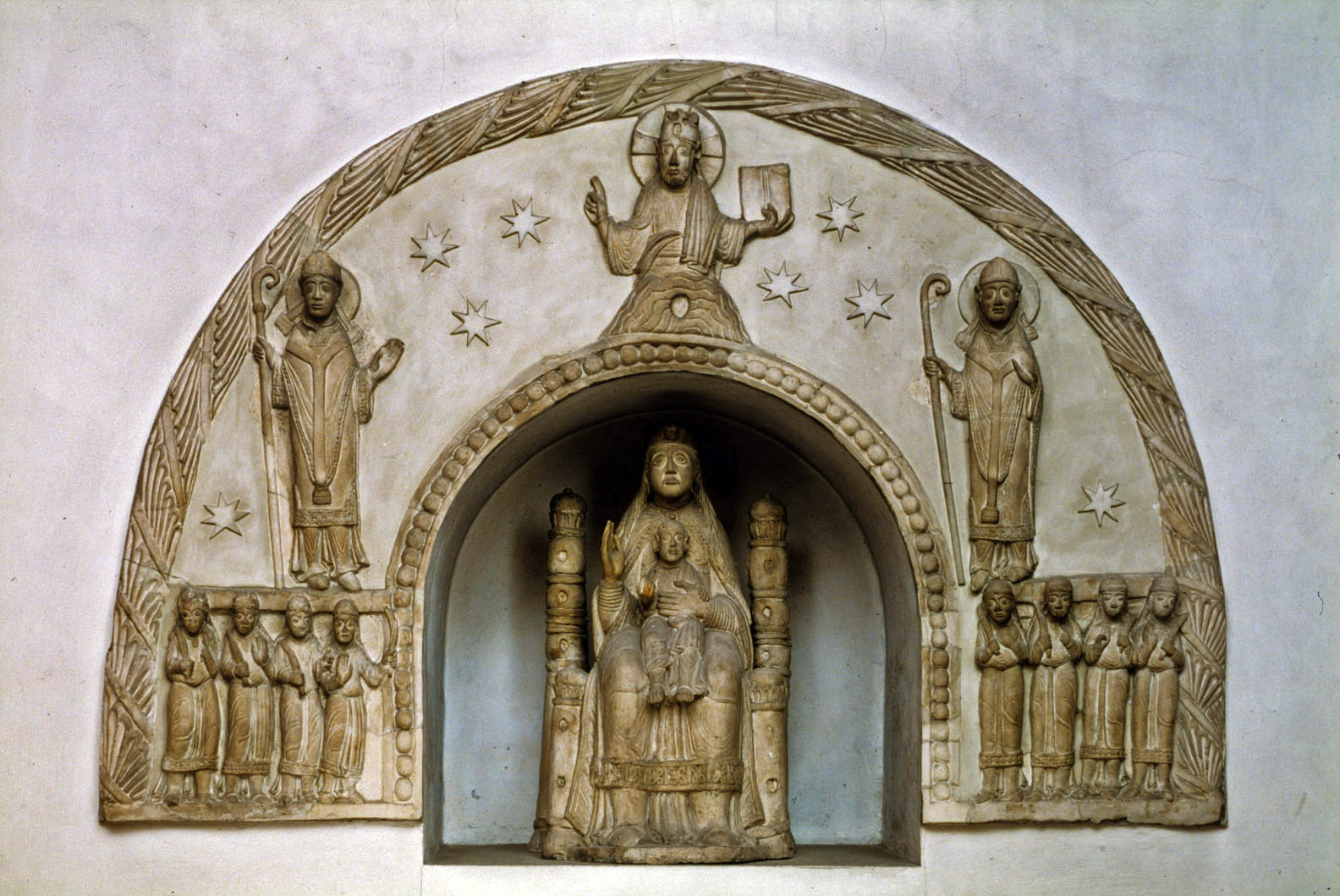
Madonna in Trono romanica del 1160
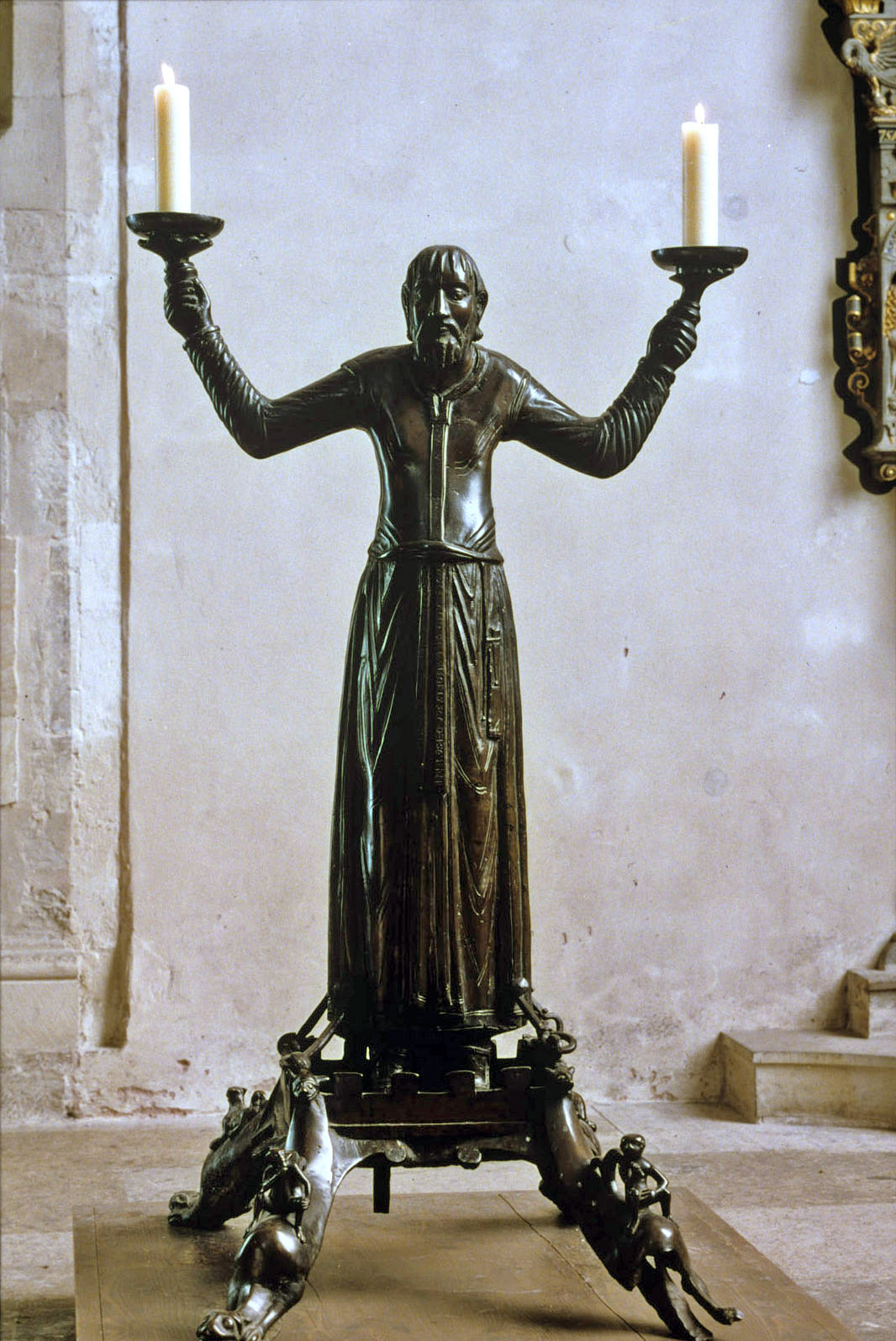
Wolfram romanico del 1160
Trittico dell'Annunciazione come caccia all'Unicorno, 1420
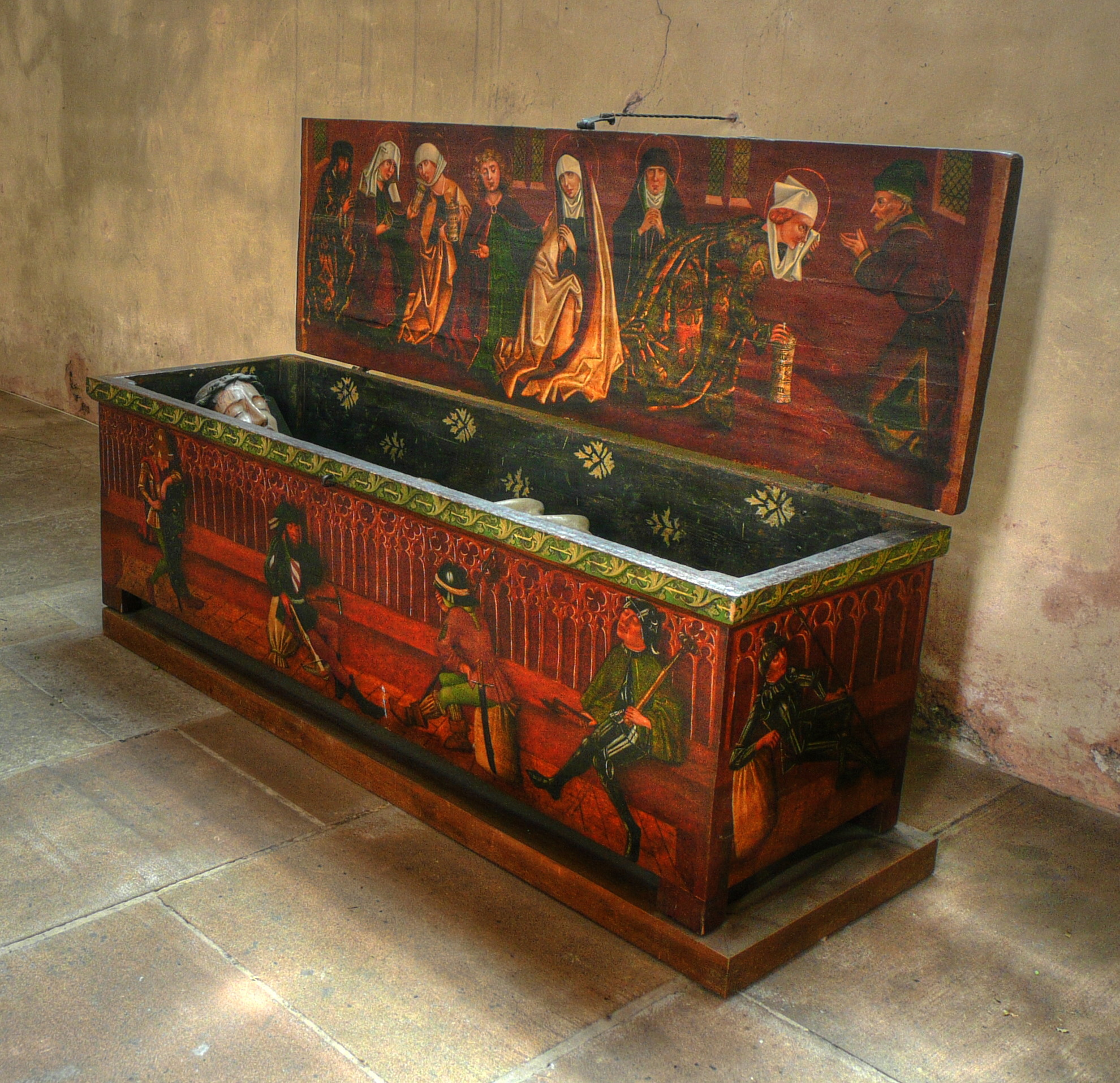
Sacro Sepolcro, XVI secolo
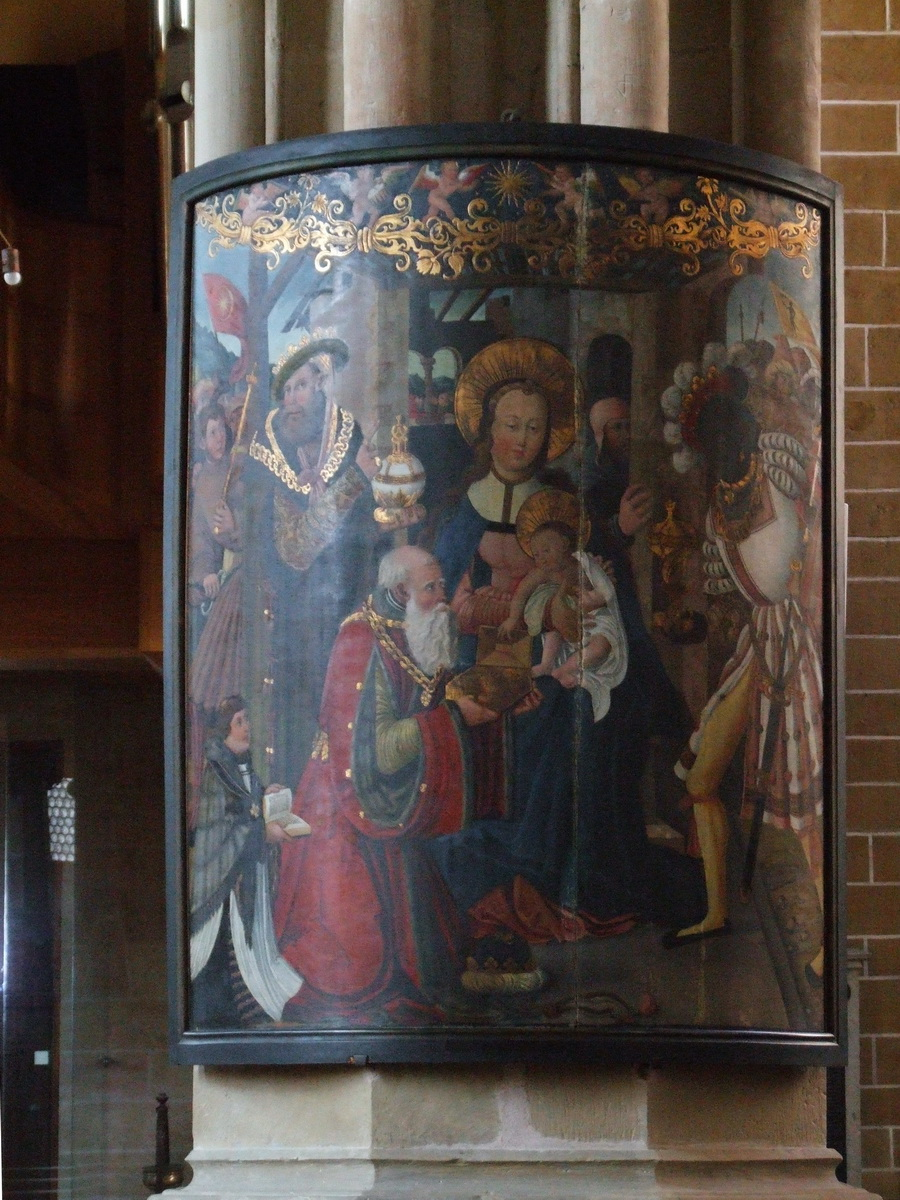
Adorazione dei Magi, tavola convessa da pilastro, XVI secolo
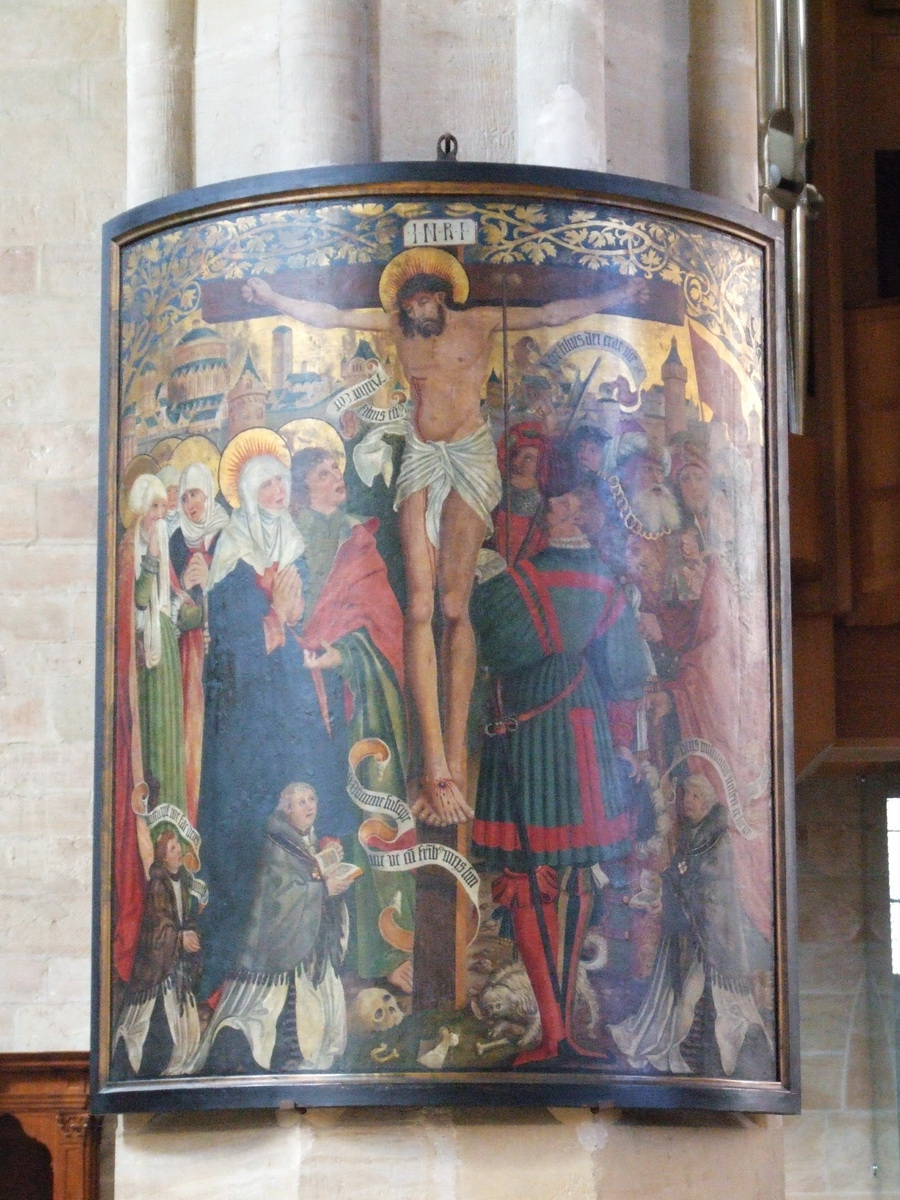
Crocifissione, tavola convessa da pilastro, XVI secolo
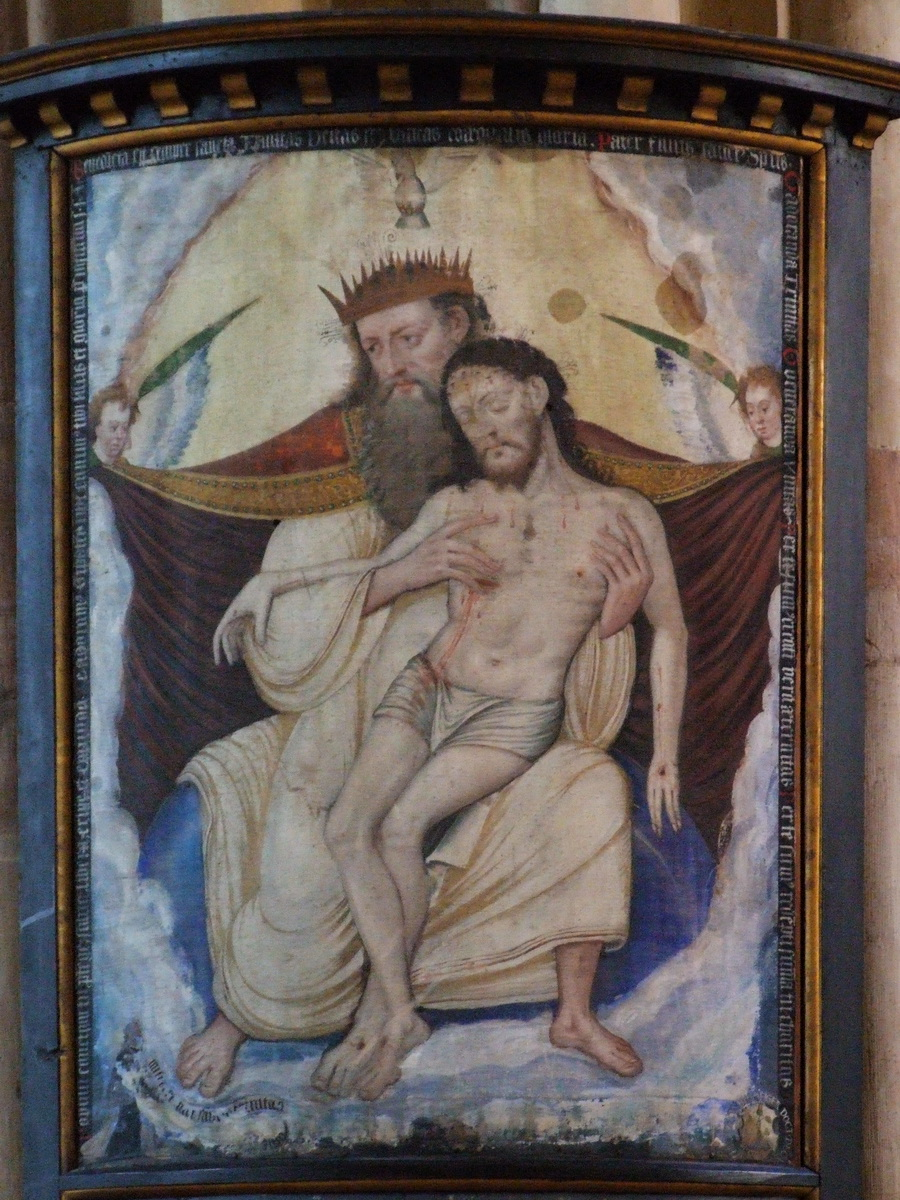
Resurrezione, tavola convessa da pilastro, XVI secolo
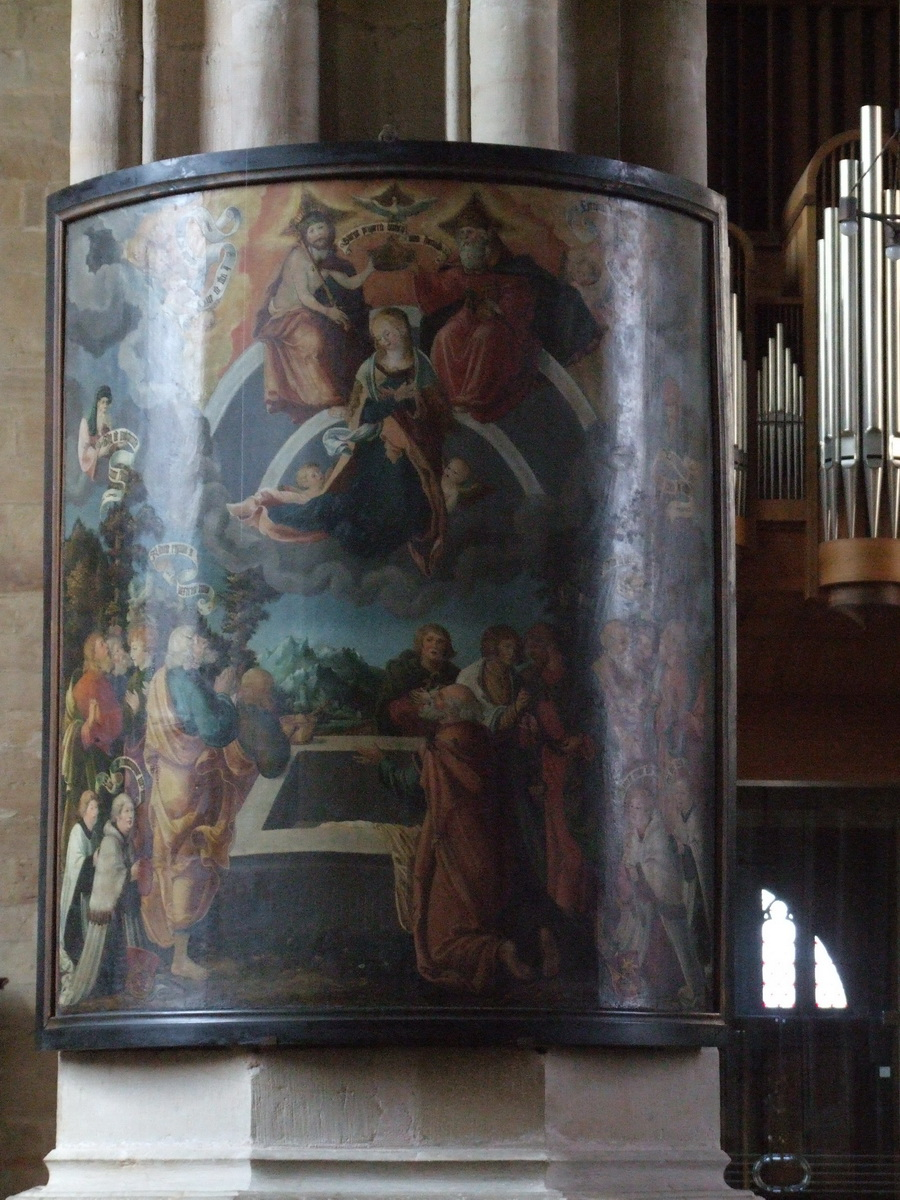
Assunzione di Maria, tavola convessa da pilastro, XVI secolo
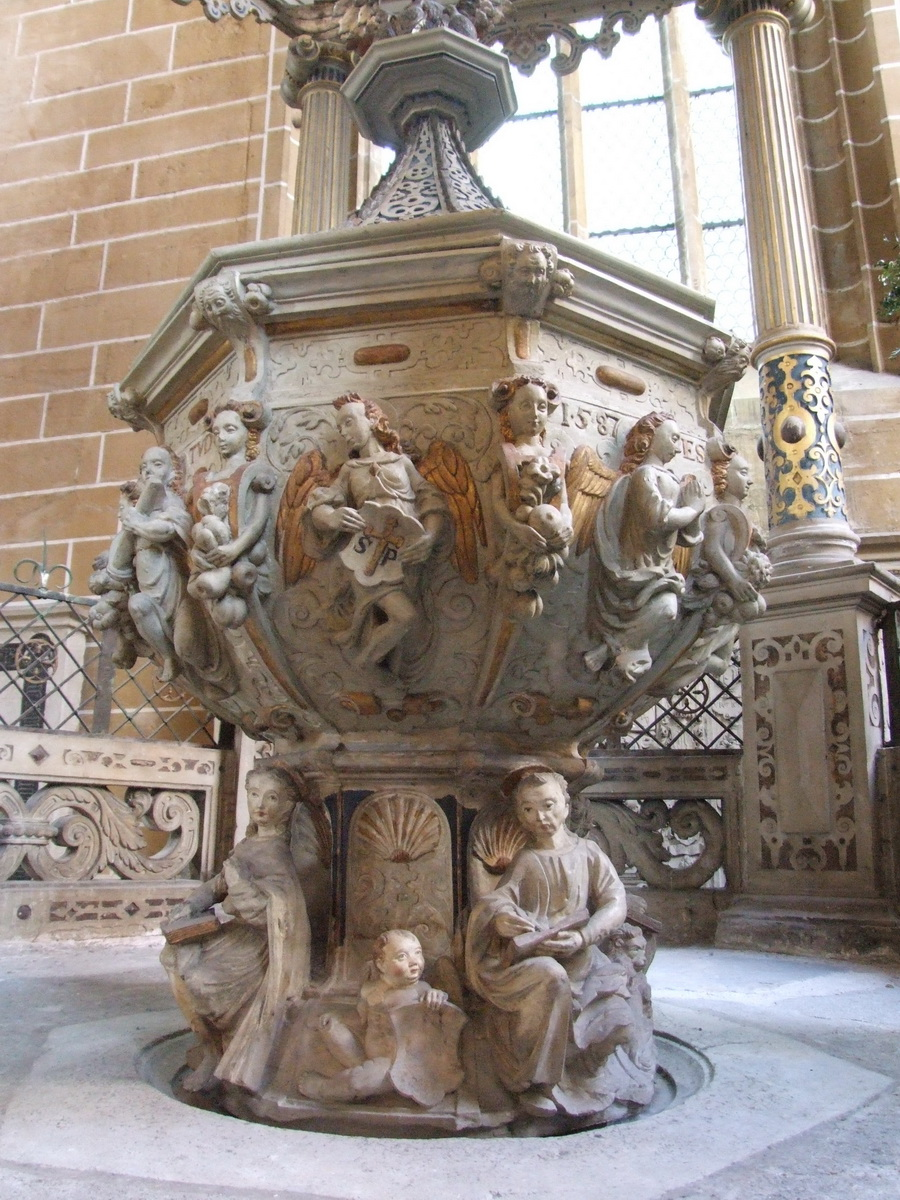
lo splendido Fonte battesimale di H. Fridemann il Vecchio, 1587
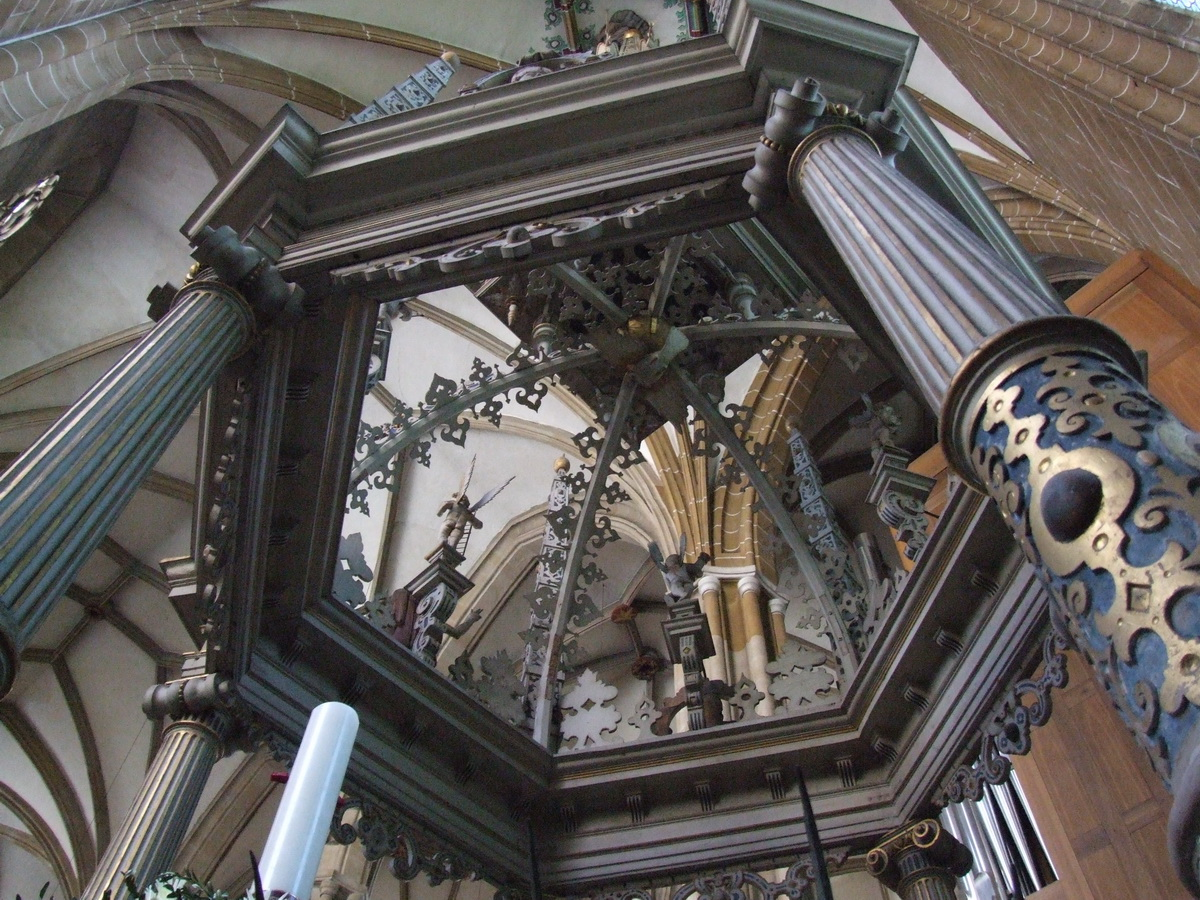
baldacchino rinascimentale del Fonte battesimale